# Parakan (Maleber)
Parakan is een bestuurslaag in het regentschap Kuningan van de provincie West-Java, Indonesië. Parakan telt 2982 inwoners (volkstelling 2010).